# اسعد سعید سیف
اسعد سعید سیف (بلغاری: Ангел Попов؛ زادهٔ ۳۱ مهٔ ۱۹۷۹) ورزشکار اهل قطر است.
وی در مسابقات کشوری و بین‌المللی در مجموع برندهٔ ۲ مدال طلا، ۱ مدال برنز شده‌است.